# Złoty Potok (województwo lubuskie)
Złoty Potok – osada w Polsce położona w województwie lubuskim, w powiecie świebodzińskim, w gminie Skąpe.
W latach 1975–1998 miejscowość administracyjnie należała do województwa zielonogórskiego. 
Nazwa osady Złoty Potok została ustalona urzędowo 1 stycznia 2012.
Wieś położona jest nad jeziorem Złoty Potok oraz w pobliżu jeziora Niesłysz.